# Santiago da Guarda
Santiago da Guarda is een plaats (freguesia) in de Portugese gemeente Ansião en telt 3 211 inwoners (2001).